# Сент-Майкл (аэропорт)
Аэропорт Сент-Майкл (англ. St. Michael Airport), (ИАТА: SMK, ИКАО: PAMK, FAA LID: SMK, прежний 5S8) — государственный гражданский аэропорт, расположенный в четырёх километрах к западу от центрального делового района города Сент-Майкл (Аляска), США.

## Операционная деятельность
Аэропорт Сент-Майкл занимает площадь в 144 гектар, расположен на высоте 30 метров над уровнем моря и эксплуатирует одну взлётно-посадочную полосу:
- 2/20 размерами 1220 x 23 метров с гравийным покрытием.